# バジルドン (ディストリクト)
バラ・オブ・バジルドン（英: Borough of Basildon）は、イングランド東部エセックスにある非都市ディストリクト。1974年4月1日にバジルドン都市ディストリクトの全部とサロック都市ディストリクトの一部を合併し、バジルドン・ディストリクトとして設立された。2010年時点での人口はおよそ17万2千人。バジルドン・バラ・カウンシルが行政を担っている。このディストリクトがバラ・ステータスを申請したのは2010年2月で、その年のうちにステータスが付与された。そして10月にはモー・ラーキンが初代市長となった。

## 沿革
1972年地方自治法による地方自治改革を受け、1974年4月1日に設立された。もととなった自治体は、バジルドン都市ディストリクト全体とサロック都市ディストリクトのうちバジルドン郊外の一部である。

## 政治行政
選挙は4年に3回行われ、各選挙で42議席の3分の1が選出される。
保守党、労働党それぞれが過半数を獲得した時期があり、またどの政党も単独過半数をとれなかった時期もある。保守党は、2003年に過半数を獲得した後、内閣を形成して行政を担ってきた。その後2017年5 月、議会は全体を管理する政党を持たない委員会制に移行した。議会の構成は以下の通り。
| 政党 | 政党   | 議席数 |
|      | 保守党 | 20     |
|      | 労働党 | 15     |
|      | 無所属 | 6      |
|      | UKIP   | 1      |

## 地理

### 主なタウン
- バジルドン - 庁舎所在地
- ビラリキー（英語版）
- ウィックフォード（英語版）